# Баткачный
Баткачный — остров в северо-западной части Каспийского моря в дельте реки Волга. Административно находится в Астраханской области, Камызякский район.
Входит в Волжское предустьевое запретное пространство.
Протекает река Дальний Осерёдок.
К западу от острова — кундрак.
Рядом находятся другие острова:
- Коневский остров — в 1 км к западу
- Седьмой остров 45°47′ с. ш. 48°32′ в. д.HGЯO в 7 км к северо-востоку.
- Нижний остров 45°43′ с. ш. 48°30′ в. д.HGЯO лежит к востоку от восточного побережья острова Баткачный; их разделяет Бардынинский канал со средней шириной 1 км.
- Малый Сетной (Ostrov Malyy Setnoy) 45°41′ с. ш. 48°39′ в. д.HGЯO лежит в 10 км к востоку от Баткачного
- Большой Сетной лежит в 15 км к востоку.

## Топографические карты
- Лист карты L-39-73 Кировский. Масштаб: 1 : 100 000. Состояние местности на 1979 год. Издание 1984 г.